# Pamiętnik Kijowski
Pamiętnik Kijowski – pismo historyczne wydawane od 1959 nakładem Koła Kijowian w Londynie. 
Ukazało się 5 roczników (1959, 1963, 1966, 1980, 1996). Periodyk był poświęcony szeroko rozumianej tematyce wschodniej.